# Sprengboje
Sprengbojen sind minenähnliche Schwimmkörper mit einer kleinen Sprengladung, die in Feldern von Ankertauminen zwischen diesen ausgelegt werden, um Minenräumversuche des Gegners zu erschweren. Ihr Zweck ist es, das gegnerische Räumgeschirr durch Sprengung zu zerstören. Sie gehören mit Reißbojen zu den sogenannten Sperrschutzmitteln bzw. Minenfeldschutzmitteln.

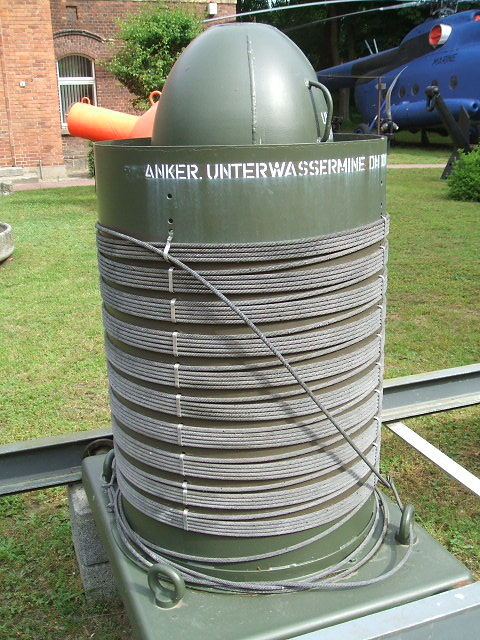
Sprengboje DM 21 der Bundesmarine

Die deutsche Kriegsmarine setzte im Zweiten Weltkrieg vornehmlich die beiden Typen „Sprengboje C“ (SprBC) und „Sprengboje D“ (SprBD) ein, die sich nur unwesentlich voneinander unterschieden. Es handelte sich dabei um eine aus 2 mm dickem Stahlblech gefertigte, etwa 25 kg schwere und 90 cm hohe Spitzboje (konisches Oberteil, Halbkugel-Unterteil) mit maximal 34 cm Durchmesser. Das obere Drittel ragte aus dem Wasser, wenn das maximal 100 m lange Ankertau nicht auf die entsprechende Wassertiefe eingestellt war. An der Spitze der Boje befand sich ein Griffring zum Verladen und Verstauen der Boje. In einer Schraube darunter endete der durch die gesamte Boje reichende Sicherungsstab des unten an der Sprengladung befindlichen Schlagbolzenanzünders. Im unteren Drittel der Boje, in der Halbkugel, befand sich die Sprengladung von 800 g in einer Schubhülse, einem Hohlzylinder, der nur durch einen sehr dünnen Scherstift festgehalten wurde. Wenn beim Räumversuch die Räumtrosse am Ankertau der Sprengboje nach oben glitt, drückte sie schließlich von unten gegen die Schubhülse, wobei der Scherstift abgebrochen wurde. Die Bewegung der dadurch freigewordenen Schubhülse löste den Schlagbolzenanzünder aus, der die Sprengladung zum Detonieren brachte und dabei mit der Boje auch die Räumleine zerstörte.